# Luis Tarbay
Luis Andrés Tarbay (13 de marzo de 1980-desaparecido el 24 de diciembre de 2024) es un activista político venezolano del partido Vente Venezuela. Durante las elecciones presidenciales de Venezuela de 2024 se desempeñó como coordinador de los equipos internacionales del comando de campaña opositor. El 24 de diciembre de 2024, a pocas semanas de la juramentación presidencial de 2025, fue detenido por fuerzas de seguridad. Actualmente tiene 7 meses y 6 días desaparecido.

## Desaparición
Durante las elecciones presidenciales de Venezuela de 2024 se desempeñó como coordinador de los equipos internacionales del comando de campaña opositor Mundo con Venezuela. El 24 de diciembre de 2024, en Navidades y a pocas semanas de la juramentación presidencial de 2025, fue detenido por fuerzas de seguridad y desaparecido. El Comité de Derechos Humanos de Vente Venezuela declaró que Tarbay no había cometido ningún delito y exigió su liberación.El dirigente opositor Juan Pablo Guanipa dijo que «la puerta giratoria sigue operando desde la cúpula dictatorial».
Para el momento, Vente Venezuela calculaba que existían un total de 164 dirigentes y activistas detenidos. La detención de Tarbay se produjo poco después de otros cuatro dirigentes políticos: el exconcejal de Caracas, Jesús Armas; el alcalde de Cabimas, Nabil Maalouf; el activista Luis Palocz, y al dirigente campesino Carlos Azuaje. Actualmente se desconoce su paradero.